# COVID-19-Pandemie in Estland

COVID-19-Fälle in Estland pro 10.000 Einwohner
> 3300 bis 3600 pro 10.000
> 3600 bis 3900 pro 10.000
> 3900 bis 4200 pro 10.000
> 4200 bis 4500 pro 10.000
> 4500 bis 4800 pro 10.000
> 4800 bis 5100 pro 10.000

Die COVID-19-Pandemie in Estland tritt als regionales Teilgeschehen des weltweiten Ausbruchs der Atemwegserkrankung COVID-19 auf und beruht auf Infektionen mit dem Ende 2019 neu aufgetretenen Virus SARS-CoV-2 aus der Familie der Coronaviren. Die COVID-19-Pandemie breitet sich seit Dezember 2019 von China ausgehend aus. Ab dem 11. März 2020 stufte die Weltgesundheitsorganisation (WHO) das Ausbruchsgeschehen des neuartigen Coronavirus als Pandemie ein.
Am 27. Februar 2020 wurde in Tallinn der erste Fall bestätigt. Bis zum 11. März wurde bei 15 Personen das Virus diagnostiziert, die sich vor allem in Italien angesteckt hatten. Am 12. März traten die ersten Fälle von lokal übertragenen Infektionen auf; am 13. März rief die Regierung den Notstand bis zum 1. Mai 2020 aus. In der Folge wurden alle Schulen und Universitäten geschlossen und alle öffentlichen Versammlungen, einschließlich Sport- und Kulturveranstaltungen, verboten.
Der Landkreis Saare ist der am stärksten von der COVID-19 betroffene Landkreis Estlands – er hat nur 2,5 % der Bevölkerung Estlands, aber mehr als die Hälfte aller hospitalisierten Patienten. Das Coronavirus wurde von dem italienischen Volleyballclub Power Volley Milano dorthin gebracht, der an den Spielen des CEV Challenge Cup 2019–20 teilnahm, die am 4. und 5. März auf der Insel Saaremaa stattfanden.

## Verlauf
27. Februar: Estland bestätigte den ersten COVID-19-Fall, ein iranischer Bürger erkrankte an Bord eines Busses von Riga, Lettland nach Tallinn und rief sich selbst einen Krankenwagen, der 34-jährige Mann wurde positiv getestet. Er war ursprünglich aus dem Iran abgereist und von der Türkei nach Riga geflogen.
3. März 2020: Eine zweite Person wurde positiv getestet, die aus Bergamo kam. Es folgten weitere Personen, die aus  Bergamo eingeflogen waren.
Am 5. März wurde das Kristiine Gümnaasium in Tallinn für zwei Wochen geschlossen.
11. März: Das Gesundheitsamt bestätigte vier weitere Fälle, darunter eine Person aus Tallinn, die aus einem Risikogebiet zurückgekehrt war, und eine Person in Tartu, die aus Mailand zurückgekehrt war. Die ersten beiden Fälle in Saaremaa wurden bestätigt: Die Patienten hatten während der Spiele des CEV Challenge Cup 2019–20, die am 4. und 5. März auf Saaremaa stattfanden, Kontakt mit den Mitgliedern des Power-Volley-Milano-Teams gehabt. Am 9. März war bei fünf Mailänder Spielern vor einem Ligaspiel Fieber diagnostiziert worden. Zu den Infizierten auf Saaremaa gehörte auch der Geschäftsführer des Volleyballclubs Saaremaa VK.
14. März: Die Zahl der Infizierten betrug 115. Insgesamt wurden 853 Proben getestet.
15. März: Aufgrund der weiten Verbreitung der Krankheit wurden die Kriterien für die Tests geändert, so dass nur Personen mit ernsteren Symptomen, Risikogruppen, Mitarbeiter des Gesundheitswesens und Personen, die lebenswichtige Dienstleistungen erbringen, getestet werden sollten.
25. März: Erster Tod eines Coronavirus-Patienten in Estland.
Ende Februar und ab Anfang März 2021 nimmt die Anzahle der Coronafälle dramatisch zu (um 1500 Fälle/Tag).

## Statistik
Die Fallzahlen entwickelten sich während der COVID-19-Pandemie in Estland wie folgt:

Anzahl der bestätigten Infektionen (blau) und Todesfälle (rot) nach Angaben der WHO. Logarithmische Darstellung der y-Achse.

### Infektionen

Bestätigte Infizierte in Estland nach Daten der WHO. Oben kumuliert, unten Tageswerte

### Todesfälle

Bestätigte Todesfälle in Estland nach Daten der WHO. Oben kumuliert, unten Tageswerte

## Ausnahmezustand und andere Einschränkungen

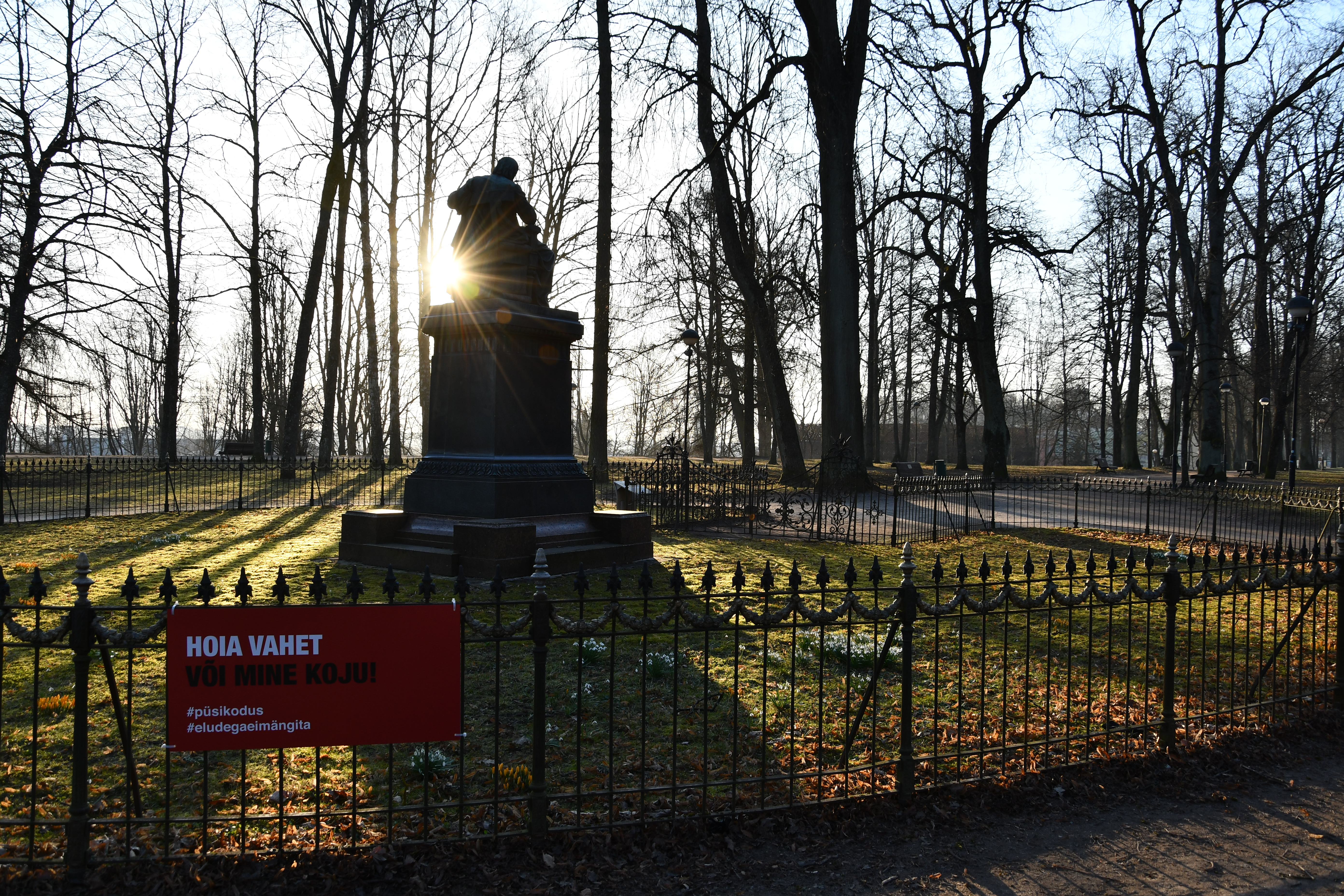
Baer-Denkmal in Tartu mit COVID-19-Warnschild: „Halte Abstand oder geh nach Hause!“

Am 13. März 2020 rief die estnische Regierung den Notstand bis zum 1. Mai aus. Öffentlichen Versammlungen wurden verboten; Schulen und Universitäten wurden geschlossen; die Grenzkontrollen wieder eingeführt. Der Verkauf von Passagiertickets für die Kreuzfahrtfähren zwischen Tallinn und Stockholm wurde gestoppt.
Es folgten vollständiger Grenzkontrollen ab dem 17. März 2020; Einreisen nur für Esten, Personen mit ständigem Wohnsitz in Estland, ihre Verwandten und Transportarbeiter. Ab dem 14. März 2020 wurden die westlichen Inseln für alle außer den Inselbewohnern gesperrt. Es wurde ein Betriebsverbot für Erholungs- und Freizeiteinrichtungen ausgesprochen.

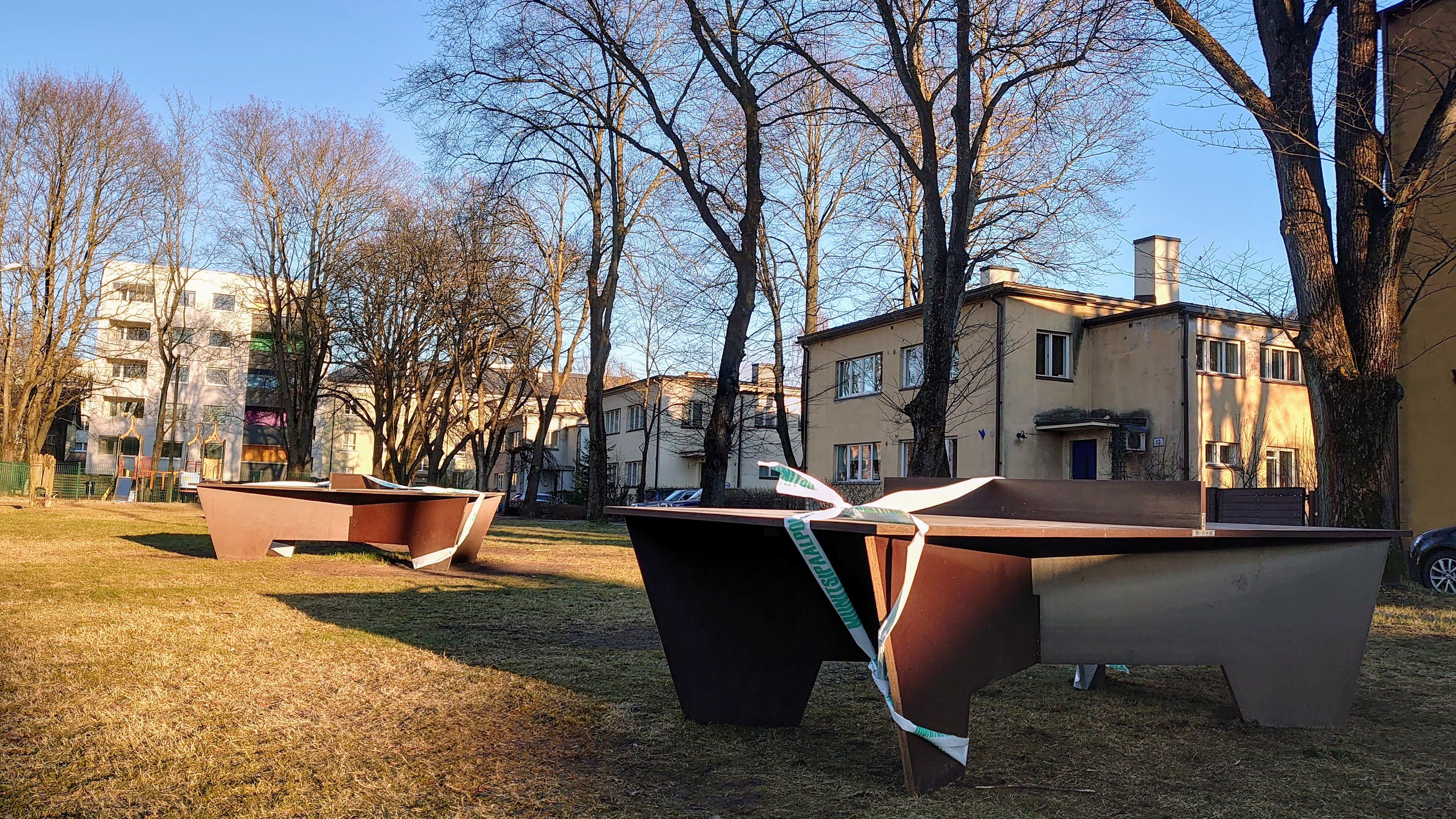
Am 24. März beschloss Tallinn, öffentliche Spiel- und Sportplätze zu schließen.

Am 24. März 2020 beschloss die Regierung, dass an öffentlichen Orten ein Mindestabstand von 2 Metern zwischen Personen eingehalten werden sollte und dass maximal zwei Personen an öffentlichen Orten zusammenkommen dürfen.
Die estnische Reederei Tallink beschloss, ihren Fährdienst auf der Strecke Tallinn-Stockholm ab 15. März 2020 einzustellen. Die lettische Fluggesellschaft airBaltic stellte ab dem 17. März alle Flüge, auch die vom Flughafen Tallinn, ein.